# 劉暁慶
劉暁慶（リウ・シャオチン、漢字日本語読み：りゅうぎょうけい、拼音: Liú Xiăoqìng、1950年10月30日 - ）は、中国重慶市涪陵区出身の女優。中国国内における最高レベルの国家第一級演員に認定されている。

## 経歴
文化大革命下の1967年に四川音楽学院付属中学校を卒業後、四川省宣漢県の農場に下放され農場生活を送る。1971年人民解放軍成都軍区達県分区の宣伝科に入隊し、1974年に成都軍区話劇団所属女優となる。1975年に八一電影制片廠製作の映画『南海長城』に出演し、女優活動をスタート。1980年に北京電影制片廠の所属となる。映画『戦場の花』に出演。その可愛らしさから人気をよび、同年の第3回電影百花賞最優秀助演女優賞を受賞した。1987年に映画『芙蓉鎮』で第7回金鶏賞最優秀主演女優賞を受賞。その後も話題の映画やドラマに出演し、大女優の地位を不動のものにした。
また、日本国内では1983年に出演した『西太后』、連続テレビドラマ『則天武后』によって名が知られている。一方で、1997年には全国政治協商会議委員となり、政界でも活動をおこなっている。
1990年から本格的に不動産業や化粧品メーカーなどビジネスに乗り出し、一時はアメリカの経済誌「フォーブス」が発表している「中国長者番付」にも名が載るほどであった。
2002年7月24日、劉が経営する複数の企業における巨額の脱税容疑により逮捕、2004年に有罪が確定され、追徴分を合わせて2000万人民元（日本円にして当時のレートで約1億5000万円）を支払うことになった。刑期終了後は活動を再開している。
2013年、主演舞台「風華絶代」において、「1人の女優（主演）の舞台劇における年間出演回数」でギネス世界記録に認定された。

## 作品
特に断りのないかぎり出演作品。邦題があるものは『』内に記した。

### 映画
- 1975年　「南海長城」
- 1976年　「同志！謝謝你」
- 1977年　「春歌」
- 1979年　「小花」（邦題：『戦場の花』）「婚礼」「瞧這一家子」（『喜劇・ピンボケ家族』）
- 1980年　「神秘的大仏」（『ミステリアス・ブッダ』）
- 1981年　「原野」「潜網」「許茂和他的女児們」
- 1982年　「心霊深処」
- 1983年　「火焼円明園」「垂簾听政」（『西太后』）
- 1984年　「北国紅豆」
- 1986年　「芙蓉鎮」（『芙蓉鎮』）「無情的情人」
- 1987年　「大清炮隊」
- 1988年　「春桃」（『春桃』）「一代妖后」（『続・西太后』）「紅楼夢 第2部」「紅楼夢 第1部」「三宝鬧深圳」
- 1989年　「紅楼夢 第6部」「紅楼夢 第3部」「紅楼夢 第4部」「紅楼夢 第5部」
- 1990年　「大太監李蓮英」（『清朝最後の宦官 李蓮英』）
- 2011年　「楊門女將之軍令如山」（『女ドラゴンと怒りの未亡人軍団』）
- 2015年　「鬼吹燈之尋龍訣」（『ロスト・レジェンド 失われた棺の謎』）
- 2018年　「大轟炸」（『エア・ストライク』）

### ドラマ
- 1991年　「風華絶代」（台湾）
- 1995年　「武則天」（『則天武后』）
- 1998年　「火焼阿房宮」
- 1999年　「逃之恋」
- 2001年　「火鳳凰」
- 2004年　「永楽英雄」（『永楽英雄伝』）「長河東流・誰主沈浮」「江山美人」「我的兄弟姐妹」（『再見』）「281封信」
- 2005年　「宝蓮灯」「京城四少」
- 2006年　「徽娘宛心」
- 2007年　「阿有正伝」「春蚕織夢」「日月凌空」「家族的栄誉」「王昭君」（『王妃 王昭君』）
- 2009年　「宝蓮灯前伝」
- 2011年　「武則天秘史」（『武則天 秘史』）

## 関連書籍
- 1997年　「中国大女優 恋の自白録」（文藝春秋） 劉暁慶による自著 水野衛子訳 ISBN 4163525904
- 2003年　「毛沢東を超えたかった女」（新潮社） 松野仁貞 著 ISBN 4104614017